# Учум (Красноярский край)
Учум — посёлок в Ужурском районе Красноярского края России. Входит в состав Златоруновского сельсовета.

## География
Посёлок расположен при автодороге регионального значения 04К-893, в 26 км к югу от районного центра Ужура.

## Население
| 2010 |
| ---- |
| 55   |

## Инфраструктура
Личное подсобное хозяйство. Основа экономики — обслуживание железнодорожной инфраструктуры.

## Транспорт
Автобусное сообщение с райцентром. Остановка общественного транспорта «Учум». Железнодорожная станция «Учум».

## Известные уроженцы, жители
- Лямкина, Валентина Дмитриевна (1937—2002) — передовик советской текстильной промышленности, Герой Социалистического Труда.